# Bernardino Mezzastris
Bernardino (ou Belardino) Mezzastris (Mezastris, Mezzastri) (première moitié du XVIe siècle), est un peintre italien de la Renaissance appartenant à l'école ombrienne, probablement originaire de Foligno en Ombrie.

## Biographie
Bernardino Mezzastris est un artiste de très faible importance : quelques-unes de ses fresques sur des thèmes religieux ont survécu, mais sans trouver de critiques pour en faire la louange.
Il ne doit pas être confondu avec le peintre bien plus important, Pier Antonio Mezzastris, qui lui semble apparenté, peut-être son père.

## Œuvres
Parmi les œuvres de Bernardino Mezzastris, on peut citer :
- une Vierge à l'Enfant avec anges dans une roseraie, dans l'église S. Illuminata à Montefalco, signée et datée de 1507
- une fresque dans la Chiesa Tonda de Spello, signée et datée 1533
- quelques fresques transférées, désormais conservées à la Pinacoteca Civica de Foligno.